# Cercanías di Murcia e Alicante
Le Cercanías di Murcia e Alicante (in spagnolo Cercanías Murcia/Alicante) sono il servizio ferroviario suburbano (Cercanías) che serve le città spagnole di Murcia e di Alicante.

## Rete
La rete si compone di 3 linee:
- C-1 Murcia - Alicante
- C-2 Murcia - Águilas
- C-3 Alicante T. - San Vicente Centro